# دره زنبورها
دره زنبورها (چکی: Údolí včel) فیلمی در ژانر درام تاریخی به کارگردانی فرانتیشک ولاچیل است که در سال ۱۹۶۷ منتشر شد.
فیلم در اروپای قرن سیزدهم جریان دارد؛ داستان در مورد پسری به نام آندری است که پدرش او را به یک انجمن برادری مسیحی می‌فرستد و او در آنجا در محیطی با قوانین خشک و خشن مذهبی زیر نظر یک شوالیه تتونیک که جنگ‌جوی صلیب به‌شمار می‌آید با جلوه‌هایی از تنش‌های همواروتیکی پرورش می‌یابد. هنگامی که آندری در نهایت از زندگی و محیطی که او به اجبار درگیر آن شده‌است فرار می‌کند تا به قلعه پدرش که دوران کودکی خود را در آن سپری کرده برگردد، آشکار می‌شود که مربی خشک و افراطی او آماده است تا آندری فراری را حتی تا انتهای زمین دنبال کند…
این فیلم توسط ولادیمیر کورنر نوشته شده‌است و َتئودور پیشتک طراحی لباس این فیلم را انجام داده‌است.